# Hebius venningi
Hebius venningi (чинський вуж) — вид змій родини полозових (Colubridae). Мешкає в Південно-Східній Азії.

## Поширення й екологія
Чинські вужі мешкають у Північно-Східній Індії (Мегхалая, Мізорам, Аруначал-Прадеш, Маніпур), у штаті Чин на півночі М'янми, а також у китайській провінції Юньнань. Вони живуть у вічнозелених гірських лісах, на берегах струмків, на висоті від 900 до 1786 м над рівнем моря. Живляться жабами й пуголовками. Самиці відкладають яйця, у кладці 6 яєць.